# Gisinianus
Gisinianus är ett släkte av urinsekter. Gisinianus ingår i familjen Katiannidae.
Släktet innehåller bara arten Gisinianus flammeolus.